# Oorlogsmonument Brasschaat
Het Oorlogsmonument Brasschaat is een oorlogsmonument in de wijk Maria-ter-Heide in de Belgische plaats Brasschaat. Dit monument staat aan de Bredabaan (N1) en Sint Jobsesteenweg (N117) in het noordoosten van deze gemeente. Het monument is een soort tankmonument, maar is eigenlijk geen tank maar een Houwitser M108.
Het gedenkteken staat symbool voor de militaire aanwezigheid in Brasschaat, met onder andere het Bataljon Artillerie in Kwartier West, en waarschuwt tegelijkertijd dat oorlog nog niet uit de wereld is.

## Geschiedenis
Op 25 mei 2012 werd in Brasschaat het houwitsermonument ingehuldigd.